# Fallout (videogioco)
Fallout: A Post Nuclear Role Playing Game, meglio conosciuto come Fallout, è un videogioco di ruolo sviluppato e pubblicato da Interplay Entertainment nel 1997 per PC.
Il gioco è ambientato negli Stati Uniti d'America devastati da una guerra atomica; per essere più precisi il gioco si svolge in California ed è il primo titolo della serie di Fallout.
Il titolo è un riferimento alla condizione nota come fall-out.

## Trama
Intorno all'anno 2077 il mondo fu teatro di una guerra tra la Cina e gli Stati Uniti d'America, motivata dalla volontà delle grandi potenze di accaparrarsi gli ultimi giacimenti di petrolio e uranio. Dopo mesi di scontri i predetti Stati utilizzarono le bombe atomiche portando l'umanità vicina all'estinzione. In previsione di un simile avvenimento erano stati costruiti dei rifugi antiatomici, i Vault, nei quali trovarono riparo diverse migliaia di persone. Quasi tutti gli esseri viventi rimasti all'esterno perirono, e i pochi sopravvissuti subirono mutazioni genetiche più o meno gravi.
Il gioco inizia nel 2161, quando il microchip necessario per la purificazione dell'acqua del Vault 13 si guasta. Il protagonista è chiamato ad affrontare il mondo esterno, (in quanto i due abitanti precedentemente incaricati non hanno fatto più ritorno)  per cercare il pezzo di ricambio necessario a salvare la propria gente. Una volta trovato il Water-Chip, l'abitante del Vault deve confrontarsi con "il Maestro" e il suo irriducibile esercito di mutanti, per sventare i suoi piani di conquista delle terre desolate.

## Ambientazione
Il giocatore si trova catapultato in un mondo parallelo a quello reale, dove l'orologio sembra essersi fermato tra gli anni quaranta e cinquanta del XX secolo. Più correttamente è come se il mondo avesse preso un'altra piega da quegli anni in poi: il futuro visto dagli occhi di una persona d'altri tempi. Manifesti con volti sorridenti e truccati spesso contrastanti con il messaggio violento che invece trasmettono, armi laser improbabili e veicoli d'epoca modificati con reattori altrettanto improbabili.

## Modalità di gioco
Fallout è un gioco con visuale isometrica, con tutti gli elementi tipici del videogioco di ruolo. Utilizza un sistema di creazione del personaggio sviluppato appositamente, S.P.E.C.I.A.L., in ragione delle sette caratteristiche primarie (forza, percezione, resistenza, carisma, intelligenza, agilità e fortuna) che il personaggio ha; inoltre è possibile disporre anche di diverse capacità (skills) e diverse altre caratteristiche che possono essere regolate a piacere all'inizio del gioco e sono destinate a migliorare con l'esperienza.
Si può arricchire l'equipaggiamento e convincere alcuni altri personaggi incontrati durante l'avventura a unirsi al giocatore, il cui controllo su questi resta però parziale: si muovono e combattono autonomamente e hanno una propria personalità. Se si sceglie un'intelligenza molto bassa all'inizio del gioco nell'ambito S.P.E.C.I.A.L. aumenta la difficoltà nell'andare avanti nella storia e nell'arruolare compagni.

### Personaggi reclutabili
Durante il corso del gioco è possibile reclutare diversi PNG (personaggi non giocanti) che possono aiutare il giocatore nei suoi viaggi nella desertica California post-nucleare. Le statistiche di un seguace non possono essere modificate o migliorate, ma parte dell'equipaggiamento può essere cambiato secondo le esigenze del momento.
- Ian: si trova a Shady Sands ed è il primo seguace in assoluto che il giocatore può incontrare e reclutare. Egli è un esperto viaggiatore e un abile pistolero, a causa del suo precedente impiego nella compagnia carovaniera Crimson. Ian può utilizzare qualsiasi pistola o SMG e indossa una giacca di pelle.
- Tycho: è un ranger del deserto esperto di fucili e coltelli, reclutabile a Junktown. Originario del Nevada, Tycho ha imparato molto sui trucchi sulla sopravvivenza nelle distese aride e sui pericoli che si possono incontrare in esse.
- Katja: milita di tanto in tanto nei ranghi dei Seguaci dell'Apocalisse, nel Boneyard, ma non ha mai abbracciato il loro stile di vita e la loro dottrina. È esperta nella lotta corpo a corpo e nell'uso di pistole e granate.
- Dogmeat: è un segugio che il giocatore può trovare a Junktown, reclutato dandogli del cibo oppure avvicinandosi mentre si indossa una giacca di pelle. È l'unico seguace non-umano del gioco.

### Luoghi del gioco
- Vault 13: è il Vault dove il protagonista ha vissuto tutta la sua giovinezza e che è costretto a lasciare dopo il guasto del chip dell'impianto di depurazione dell'acqua.
- Vault 15: era un Vault occupato da un enorme numero di persone, molto diverse tra loro per ideologie e cultura. Nel 2142 la situazione all'interno del bunker era diventata insostenibile: si erano infatti formati quattro gruppi in continuo conflitto tra di loro che alla fine decisero di abbandonare la struttura. Tre di essi si trasformarono in bande di predoni nomadi (conosciuti come gli Sciacalli, le Vipere e i Khan), mentre il quarto gruppo si stabilì poche miglia a ovest del Vault, fondando la cittadina di Shady Sands. Nel Vault 15 si consuma il primo infruttuoso tentativo del protagonista di trovare il chip che serve alla sua gente.
- Shady Sands: villaggio fondato a metà strada tra i Vault 13 e 15 e governato da Aradesh. Egli chiede al protagonista di sbarazzarsi di un branco di scorpioni radioattivi che minacciano costantemente il paese e di salvare sua figlia Tandi, presa in ostaggio dai Khan.
- Junktown: è una piccola città fondata subito dopo la guerra nucleare, da un soldato chiamato Killian Darkwater. Invece di stabilire una comunità nelle rovine di una vecchia città, egli pensò che sarebbe stato meglio iniziare completamente da zero. Come suggerisce il nome, fu costruita a partire dai rottami della spazzatura, soprattutto dalle carcasse delle automobili. La città vive di commercio e ha la reputazione di essere ospitale con gli stranieri.
- Hub: è una grande città commerciale la cui fortuna consiste nell'essere stata fondata nel 2093 in un importante snodo carovaniero a ridosso dei maggiori centri abitati della California post-nucleare. L'insediamento è controllato da tre diverse compagnie commerciali: i Mercanti dell'acqua, la Carovana Crimson (specializzata in trasporti ad alto rischio) e i Commercianti estremi. Esiste anche una quarta fazione, guidata dallo scapestrato Loxley chiamata la Gilda dei Ladri.
- Necropolis: chiamata anche dai carovanieri "La città dei morti". Nel 2083 i superstiti del Vault 12 fondarono la città di Necropolis che sarebbe stata popolata da quel momento in poi solo da ghoul; infatti quando le testate nucleari si abbatterono sulla città, le porte del Vault 12 (sabotate appositamente dalla Vault-Tec per studiare la mutazione in ghoul) rimasero aperte e le radiazioni invasero l'intero Vault, mutando irrimediabilmente i suoi occupanti. I ghoul di Necropolis si sono divisi nel tempo in tre gruppi: il più numeroso è formato dai ghoul più feroci, violenti e xenofobi che hanno creato i miti e le leggende che circondano il luogo; l'ala più pacifica e mite della popolazione vive reietta nelle fogne della città ed è qui che il protagonista trova il chip di cui aveva bisogno. A Necropolis l'abitante del Vault scopre anche l'esistenza dell'esercito di supermutanti e assiste alla distruzione della città e dello sterminio dei suoi abitanti.
- Los Angeles Boneyard: è ciò che rimane di Los Angeles, chiamata così sia per le rovine dei grattacieli, ridotti al loro scheletro metallico, sia per i numerosi scheletri dei morti che sono disseminati per la città dopo la grande guerra nucleare. Los Angeles è stata di fatto decimata durante l'attacco atomico e la maggior parte delle persone che vi vivono sono i discendenti degli uomini e donne che sono venuti nelle rovine della metropoli dopo la sua distruzione; essi si sono stanziati nella periferia in un borgo chiamato Adytum. È a Los Angeles che il Maestro ha stabilito il suo quartier generale.
- The Glow (Il Bagliore): precedentemente conosciuto come West Tek Research Facility, Il Bagliore ora è solo un ammasso di rovine irradiate, grazie a una testata nucleare che ha centrato in pieno l'area, lasciando ammirare ai possibili viaggiatori solo un enorme cratere da cui poter accedere ai sotterranei della base. È qui che sono stati condotti gli esperimenti sulle armi laser e al plasma ed è stato sviluppato il FEV (Forced Evolutionary Virus); in questo luogo il protagonista ha l'obiettivo di recuperare un olodisco per conto della Confraternita d'Acciaio, in quella che si rivela essere una prova per farlo accedere nell'ordine.
- Base Militare Mariposa: è una base segreta top-secret costruita nel 2076 dal governo degli Stati Uniti per proseguire la ricerca sul FEV, sperimentandolo su cavie umane. Il nome vuol dire farfalla in spagnolo ed è qui che è nato l'esercito dei supermutanti e del Maestro. Dopo la grande guerra nucleare un gruppo di militari guidati dal Capitano Roger Maxson abbandonarono la base e fondarono la Confraternita d'Acciaio nel bunker di Lost Hills. Successivamente due abitanti di un Vault, Richard Grey e Harold, scoprirono la base ormai abbandonata ed entrarono a contatto con le vasche del virus FEV da cui Grey, rinato come "il Maestro", iniziò a forgiare (grazie a un ampio stuolo di cavie) la razza Maestra, fondando così la Unity e l'esercito di mutanti. L'abitante del Vault avrebbe poi distrutto la struttura e posto fine all'armata che minaccia l'umanità.
- La Cattedrale: per il mondo esterno la Cattedrale è nulla più di un edificio costruito per l'organizzazione Figli della Cattedrale, che cerca di portare l'amore e la pace per gli emarginati. Sotto di essa, tuttavia, si trova il Los Angeles Vault, che serve come base e dimora per il Maestro (il Master), che nel 2155 riuscì a trovare il bunker e a piegarne gli abitanti alla sua volontà. Sette anni più tardi il monumentale edificio fu distrutto dal protagonista.
- Lost Hills: durante la breve guerra nucleare che distrusse il mondo, una divisione di soldati e le loro famiglie riuscirono a salvarsi dalla morte barricandosi nella base militare di Mariposa; successivamente, guidati dal Capitano Roger Maxson essi sigillarono la struttura e si trasferirono a Lost Hills, un grande bunker governativo articolato su diversi livelli nel sottosuolo dove fondarono il primo nucleo della Confraternita d'Acciaio.

### Organizzazioni
- Seguaci dell'Apocalisse: il loro quartier generale si trova in una vecchia biblioteca nella zona occidentale di Boneyard. Guidata da Nicole, i membri dell'organizzazione sono dedicati allo studio e all'istruzione dei coloni di Adytum per assicurarsi che l'umanità non ripeta gli errori che l'hanno portata alla grande guerra. Ci sono due possibili finali per questa fazione: quello buono prevede che i Discepoli dell'Apocalisse acquisiscano il controllo del Boneyard; quello malvagio prevede che vengano massacrati dai resti dell'armata mutante del Maestro.
- Figli della Cattedrale: sono un'organizzazione religiosa post-apocalittica che predica la pace e l'unità dell'umanità. Il loro culto si basa sull'adorazione della Sacra Fiamma, che centinaia di anni fa ha distrutto e purificato il mondo malvagio. Secondo la loro dottrina prima o poi sarebbe giunto "il Maestro", il salvatore che dovrebbe guidare gli esseri umani verso un'esistenza migliore. In realtà l'intera religione è stata elaborata dal Maestro per avere un gruppo di agenti fanatici e fedeli che avrebbe preparato la sua venuta; inoltre ogni persona che l'organizzazione riusciva a convertire era una persona in più che poteva essere immersa volentieri nel FEV durante il rito battesimale. La fazione nel tempo, per aumentare il suo prestigio e il suo potere, è riuscita a organizzare un certo numero di ospedali in diversi insediamenti della California, che assicurano cure e assistenza ai viaggiatori. Il loro quartier generale è la Cattedrale situata nel Boneyard.
- Confraternita d'Acciaio: è un'organizzazione tecno-religiosa dedita al recupero delle tecnologie, degli utensili e delle armi dell'era prebellica. La fazione è composta sostanzialmente dai discendenti degli ufficiali, soldati e scienziati che si salvarono dall'olocausto nella base Mariposa; sono molto chiusi con l'esterno e raramente permettono a degli estranei di entrare a far parte dei loro ranghi. Il loro quartier generale è Lost Hills e l'attuale comandante è John Maxson, aiutato dal capo dei Paladini dell'Ordine, Rhumbus. È grazie a questa organizzazione che il protagonista può distruggere la base Mariposa.
- Regolatori: guidati dal sadico Caleb, questo gruppo è diventato l'unica forza di polizia di Adytum. Nominalmente sotto l'autorità del sindaco Jon Zimmerman, in realtà essi si sono rapidamente impadroniti del borgo, controllandone la vita economica e accumulando grandi ricchezze per loro stessi. Per legittimare la loro autorità hanno sostenuto che i Blades, un gruppo di sopravvissuti che vive a nord, sono una minaccia e hanno attribuito loro la responsabilità di molti crimini, tra cui l'uccisione del figlio del sindaco. Il protagonista può svelare al sindaco del complotto ai danni dei Blades trovando delle prove che li scagionino dall'accusa di aver ucciso suo figlio, oppure può aiutare i giustizieri a sterminare i Blades stessi.
- Blades: vivono a nord di Adytum, nel Boneyard, in quello che nell'era prebellica era un club notturno. Sono un gruppo di coloni pacifici guidati da una donna di nome Razor; sono perseguitati dai Giustizieri, che li accusano di crimini contro il popolo di Adytum per giustificare agli occhi della popolazione locale la loro soffocante politica repressiva. Il protagonista può decidere se aiutare questa fazione nella sua lotta contro i Giustizieri.

## Accoglienza
| Testata                           | Versione | Giudizio |
| --------------------------------- | -------- | -------- |
| Metacritic (media al 31--05-2021) | PC       | 89/100   |
| AllGame                           | PC       | 4,5/5    |
| CGW                               | PC       | 4,5/5    |
| Game Revolution                   | Mac      | A-       |
| GameSpot                          | PC       | 8.7/10   |
| Next Generation                   | PC       | 4/5      |
| PC Gamer (UK)                     | PC       | 86%      |
| PC Gamer (US)                     | PC       | 90/100   |
| Computer Games Strategy Plus      | PC       | 4,5/5    |

Fallout ha ricevuto un'accoglienza favorevole. Computer Gaming World lo chiamato "un gioco che chiaramente è un lavoro d'amore... con umorismo, stile e cervello di scorta, e con un'enfasi veramente sorprendente di sviluppo di personaggi e presa delle decisioni". GameSpot ha scritto che "il sistema di creazione personaggio è dettagliata e chiara". Todd Vaughn di PC Gamer US ha scritto che "l'insieme assai integrato di combattimento, storia ed enigmi tiene il ritmo alto e vivente, e vi accompagnerà per gli anni a venire". GamePro ha dichiarato: "Fallout porta le sensibilità di vecchia scuola nel reame elettronico degli RPG, oltre alle grandi grafiche e al gameplay estremamente adattabile.", dandogli un 5/5 per le grafiche e il sonoro e un 4.5/5 per il gameplay e l'intrattenimento. Stando alla Computer Games Strategy Plus, "in un'epoca dove molti prevedevano la morte degli RPG tradizionali per mano delle stravaganze multigiocatore, Fallout è un brillante esempio del genere, uno che irradia positivamente la qualità".
La Academy of Interactive Arts & Sciences ha nominato Fallout con i premi di Personal Computer: Role Playing Game of the Year e Outstanding Achievement in Sound and Music, premi vinti però da Dungeon Keeper e PaRappa the Rapper rispettivamente. Analogamente, Computer Game Developers Conference lo ha nominato come Best Adventure/RPG ("Migliore Avventura/RPG), vinto però da Final Fantasy VII. Fallout è stato anche nominato come miglior RPG su computer del 1997 da Computer Gaming World, PC Gamer US, GameSpot e Computer Games Strategy Plus. Ha anche ricevuto il premio Miglior Epilogo da GameSpot.
Nel 2015, IGN ha nominato l'incontro tra il protagonista e il Master come il terzo miglior momento in tutta la lunga storia di Fallout, notando in aggiunta alcune delle scene più memorabili in tutta la storia dei videogiochi. Analogamente, stando a GamesRadar, "l'incontro climatico tra il giocatore e il Master ha reso [il luogo della Cattedrale] uno dei più potenti effetti della storia (videoludica) di quest'era."

## Vendite
Fallout è stato anche un successo commerciale. Negli Stati Uniti, ha debuttato al dodicesimo posto tra i videogiochi più venduti nella classifica d'ottobre 1997 di PC Data. Uno scrittore di CNET Gamecenter ha notato che il gioco fa parte di un trend di RPG di successo, insieme a Ultima Online e Lands of Lore 2: Guardians of Destiny, e ha dichiarato: "se la lista di ottobre vi dice qualcosa, è che gli RPG sono tornati". Fallout ha totalizzato 53.777 copie vendute nei soli Stati Uniti alla fine del 1997. Nel mese di dicembre, il gioco ha venduto oltre 100.000 copie in tutto il mondo, ed Erik Bethke ha in seguito riportato "almeno 120.000 copie vendute" dopo un anno dall'uscita. Entro marzo 2000, nei soli Stati Uniti sono state vendute oltre 144.000. Desslock di GameSpot le ha descritte come "ottime vendite, soprattutto in quanto le figure [in tutto il mondo] possono anche raddoppiarle". Tuttavia, Fallout è stato poco popolare nel Regno Unito: sia il gioco che il suo sequel hanno venduto quasi 50.000 copie combinate nel paese.
Stando a Brian Fargo, Fallout ha venduto almeno 600.000 copie.